# Kondoa malvinella
Kondoa malvinella är en svampart som först beskrevs av Fell & I.L. Hunter, och fick sitt nu gällande namn av Y. Yamada, Nakagawa & I. Banno 1989. Kondoa malvinella ingår i släktet Kondoa och familjen Kondoaceae.   Inga underarter finns listade i Catalogue of Life.